# Моисеево (Новгородская область)
Моисеево — деревня в Марёвском муниципальном районе Новгородской области, административный центр Моисеевского сельского поселения. На 1 января 2012 года постоянное население деревни — 372 человека. Площадь земель относящихся к деревне — 54,5 га.
Деревня Моисеево находится в 2 км к северу от Марёва, на высоте 98 м над уровнем моря. В деревне Моисеево есть 7 улиц — Заречная, Зелёная, Марёвская, Молодёжная, Никольская, Садовая, Энергетиков и 3 переулка: Дружный, Набережный, Тихий.

## История
В списке населённых мест Демянского уезда Новгородской губернии за 1909 год деревня Моисеево указана как относящаяся к Моисеевской волости уезда (1 стана 3 земельного участка). Население деревни, что была тогда на земле Моисеевского сельского общества — 344 жителя: мужчин — 164, женщин — 180, число дворов — 52, число жилых строений — 70. В деревне была часовня, школа, фельдшерский пункт и хлепозапасный магазин.
Население деревни Моисеево по переписи населения 1926 года — 412 человек. Постановлением Президиума ВЦИК от 11 января 1926 года центр Моисеевской волости из села Марёво был перенесён в Моисеево. До 31 июля 1927 года деревня центр Моисеевской волости Демянского уезда Новгородской губернии РСФСР, а затем с 1 августа центр Моисеевского сельсовета новообразованного Молвотицкого района Новгородского округа Ленинградской области. С ноября 1928 года в составе вновь созданного Марёвского сельсовета. По постановлению ЦИК и СНК СССР от 23 июля 1930 года Новгородский округ был упразднён, а район перешёл в прямое подчинение Леноблисполкому. С 6 сентября 1941 года до 1942…1943 гг. Молвотицкий район был оккупирован немецко-фашистскими войсками. Указом Президиума Верховного Совета РСФСР от 19 февраля 1944 года райцентр Молвотицкого района был перенесён из села Молвотицы в село Марёво. Указом Президиума Верховного Совета СССР от 5 июля 1944 года была образована Новгородская область и Молвотицкий район вошёл в её состав.
Во время неудавшейся всесоюзной реформы по делению на сельские и промышленные районы и парторганизации, в соответствии с решениями ноябрьского (1962 года) пленума ЦК КПСС «о перестройке партийного руководства народным хозяйством» с 10 декабря 1962 года был образован крупный Демянский сельский район, а административный Молвотицкий район 1 февраля 1963 года был упразднён. Марёвский сельсовет тогда вошёл в состав Демянского сельского района. Пленум ЦК КПСС, состоявшийся 16 ноября 1964 года восстановил прежний принцип партийного руководства народным хозяйством, после чего Указом Верховного Совета РСФСР от 12 января 1965 года сельские районы были преобразованы вновь в административные районы и решением Новгородского облисполкома № 6 от 14 января 1965 года Марёвский сельсовет и деревня в Демянском районе. В соответствие решению Новгородского облисполкома № 706 от 31 декабря 1966 года Марёвский сельсовет и деревня из Демянского района были переданы во вновь созданный Марёвский район.
В соответствии с решением Новгородского облисполкома № 392 от 12 сентября 1984 года деревня стала центром вновь образованного Моисеевского сельсовета. По результатам муниципальной реформы деревня является административным центром муниципального образования — Моисеевское сельское поселение Марёвского муниципального района (местное самоуправление), по административно-территориальному устройству подчинена администрации Моисеевского сельского поселения Марёвского района.

## Население
| 2010 | 2011 | 2012 | 2013 | 2014 | 2015 | 2016 |
| ---- | ---- | ---- | ---- | ---- | ---- | ---- |
| 349  | ↗369 | ↗372 | ↘361 | ↘359 | ↘353 | ↘328 |